# Kinh Châu (quận)

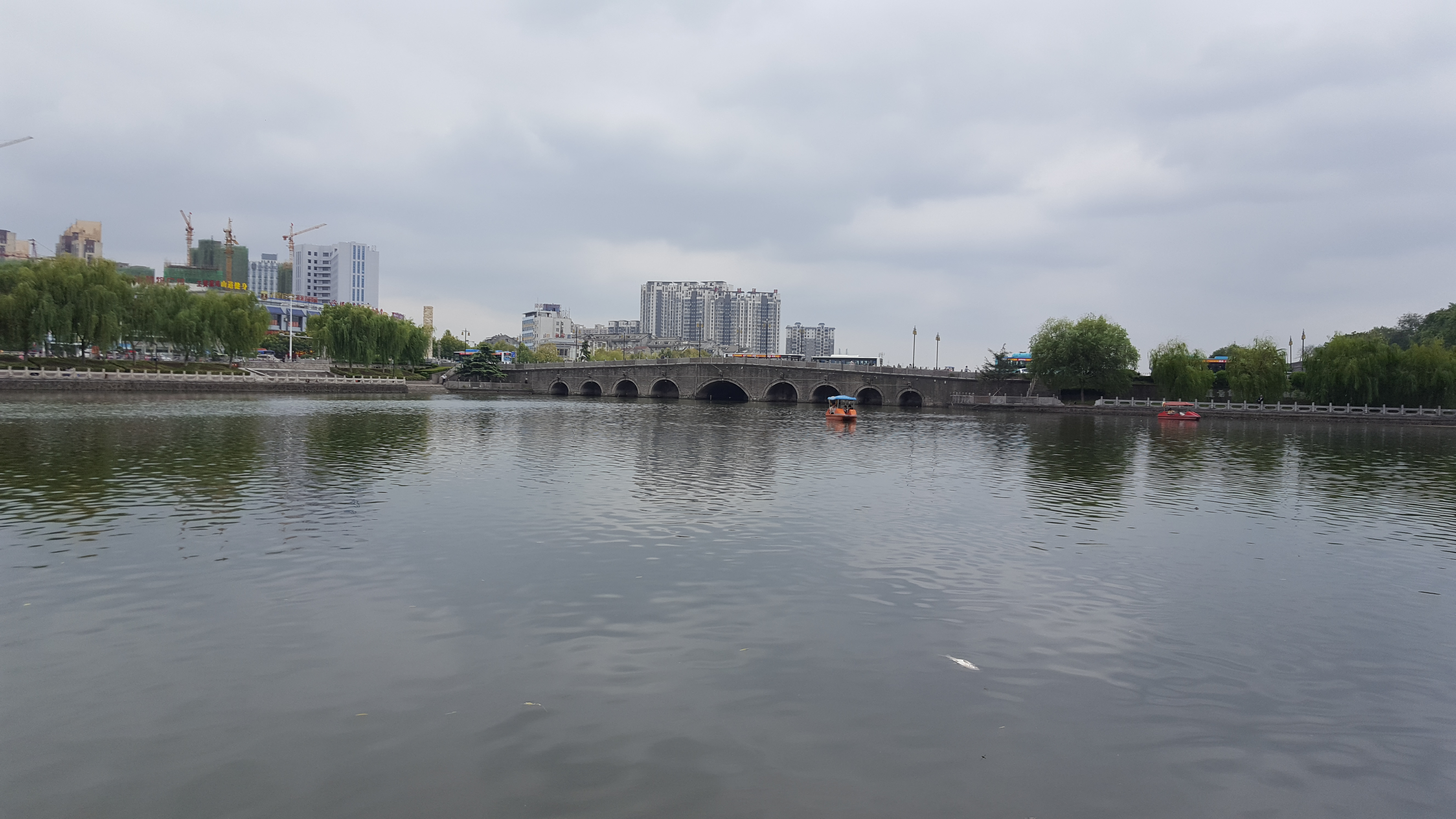
Nằm bên dòng Trường Giang, **quận Kim Châu** (Jinzhou), Hồ Bắc mang vẻ đẹp giao hòa giữa cổ kính và hiện đại – nơi nhịp sống êm đềm xen lẫn những dấu ấn văn hóa lâu đời của Trung Hoa. 🇨🇳🌿

Kinh Châu (chữ Hán giản thể:荆州区, Hán Việt: Kinh Châu khu) là một quận thuộc địa cấp thị Kinh Châu, tỉnh Hồ Bắc, Cộng hòa Nhân dân Trung Hoa. Quận Kinh Châu có diện tích 937 km², dân số năm 2004 là 570.000 người. Quận Kinh Châu được chia thành các đơn vị hành chính gồm nhai đạo: Thành Nam, Đông Thành, Tây Thành, Kinh Bắc; trấn: Lý Phu, Bát Lĩnh Sơn, Mã Sơn, Ký Nam, Xuyên Điếm, Di Thị.